# 陸明君
陸明君（Joelle Lu，1976年12月4日—），女，台灣模特兒與演員。

## 生平
因長相酷似鄭秀文，1997年5月參加由張小燕和庾澄慶主持的《超级星期天》，後成為模特儿。
2007年罹患子宮頸癌，因早發現已經切除；2010年復發，再次開刀切除。

## 主持作品
- TVBS-G《娛樂新聞》
- 三立電視台《冒險奇兵》
- TVBS-G《Fashion walker》
- 東風衛視《亞洲娛樂通》
- 八大《娛樂百分百》（代班）
- 東風《薔薇周記》
- 東風《陶子娛樂秀》

## 電視劇
| 年份   | 首播頻道           | 劇名                     | 飾演           |
| 2003年 | 台視               | 《薔薇之戀》             | 韓芙蓉         |
| 2004年 | 華視               | 《靚女郎》               | 錢月珊         |
| 2004年 | 台視               | 《求婚事務所》第六單元   | 李艾玲         |
| 2004年 | 東森戲劇台         | 《我的寵物老公》         | 凱樂           |
| 2004年 | 八大綜合台         | 《鬥魚》                 | 陸綺紅（紅豆） |
| 2004年 | 八大綜合台         | 《鬥魚2》                | 陸綺紅（紅豆） |
| 2005年 | 華視               | 《海豚愛上貓》           | 蘇婷           |
| 2006年 | 華視、八大綜合台   | 《花樣少年少女》         | 艾比           |
| 2006年 | 浙江衛視           | 《夜光神杯》             | 靈芝           |
| 2007年 | 天津電視台         | 《忘不了》               | 安怡           |
| 2007年 | 華視、八大電視台   | 《至尊玻璃鞋》           | 林富男         |
| 2008年 | 公視               | 《天平上的馬爾濟斯》     | 周文齊         |
| 2008年 | DMG                | 《背著你跳舞》           | 倩倩           |
| 2008年 | 中視、八大電視台   | 《惡作劇2吻》            | 君雅母         |
| 2009年 | 公視               | 《女人四十》             | 張宜           |
| 2009年 | 公視               | 《舊情照相館》           | 沈晓薇         |
| 2011年 | 民視、八大電視台   | 《我可能不會愛你》       | GRACE          |
| 2011年 | 公視               | 《想念》                 | 林佳慧         |
| 2012年 | 公視               | 《結婚不結婚》           | 思涵           |
| 2012年 | 民視               | 《廉政英雄》             | 徐明麗         |
| 2012年 | 客家電視台         | 《神仙谷事件》           | 長谷川千代     |
| 2012年 | 公視               | 《臺北八個人》           | 殷小姐         |
| 2013年 | 公視               | 《幸福蜜方》             | 黃蕙蘭         |
| 2013年 | 三立都會台         | 《美味的想念》           | 王芳蕊         |
| 2013年 | 台視               | 《親愛的，我愛上別人了》 | 潘妮娜         |
| 2014年 | 三立台灣台         | 《熱海戀歌》             | 梁鳳君（鳳姐） |
| 2014年 | 公視               | 《家事提案》             | 總編           |
| 2014年 | 民視               | 《你照亮我星球》         | 彭紫晨         |
| 2015年 | 客家電視台         | 《出境事務所》           | 黃楊寧         |
| 2015年 | 中視               | 《鑑識英雄》             | 顏容           |
| 2015年 | 優酷、土豆網       | 《孤独的美食家》         | 陳嘉容         |
| 2016年 | 八大綜合台、愛奇藝 | 《終極遊俠》             | 童亦男         |
| 2016年 | 中視、中天電視台   | 《讓愛飛揚》             | 劉敬娟         |
| 2017年 | 中視、中天電視台   | 《這些年那些事》         | 李阿姨         |
| 2018年 | 三立都會台         | 《姊的時代》             | 夏子晴         |
| 2018年 | 台視               | 《人際關係事務所》       | Emma           |
| 2019年 | 衛視中文台         | 《遺失的1/2》            | 蘇美奐         |
| 2019年 | 公視               | 《殘值》                 | 謝婉珍         |
| 2020年 | 三立都會台         | 《未來媽媽》             | Grace          |
| 2022年 | 東森戲劇台         | 《我家浴缸的二三事》     | 江麗媚         |
| 2022年 | Disney+            | 《正義的算法》           | 蘇麗美         |
| 2022年 | Disney+            | 《台北女子圖鑑》         | 周奕君         |
| 2023年 | Netflix            | 《此時此刻》             | 欣藍媽         |
| 2024年 | CATCHPLAY+、愛奇藝 | 《讓我看見你是誰》       | 郭綺琛         |

## 電影
| 年份 | 片名                     | 飾演   |
| 2011 | 《戀愛恐慌症》           | 厲紗   |
| 2013 | 《加油！男孩》           | 淑惠   |
| 2017 | 《飆風老爹》             | 蘇菲   |
| 2018 | 《鬥魚》                 | 陸綺紅 |
| 2018 | 《報告老師，我是東北銀》 | 後母   |
| 2021 | 《揭大歡喜》             | 歐立華 |
| 2021 | 《月老》                 | 牛頭   |
| 2025 | 《角頭—鬥陣欸》          |        |

## 舞台劇
- 2009 《聽戲趣》重新開始
- 2015 《明年，或者明天見》
- 2017 《安娜與齊的故事》
- 2022 《誰在暗中眨眼睛》

## 音樂錄影帶
- 辛曉琪〈戀人啊〉 (2001)
- 陳司翰〈Girl〉 (2002)
- 張智成〈三千〉 (2003)
- 潘瑋柏〈壁虎漫步〉 (2003)
- 林俊傑〈簡簡單單〉 (2005)
- 胡兵〈你不是我的〉 (2006)
- 張永智〈勇氣〉 (2008)
- A-Lin〈寂寞不痛〉 (2011)

## 相關書籍
- 《2002巴比波朗彩妝秀》 (2002)

## 獎項紀錄
| 年份   | 頒獎典禮     | 獎項                       | 影片           | 角色   | 結果 |
| ------ | ------------ | -------------------------- | -------------- | ------ | ---- |
| 2011年 | 第46屆金鐘獎 | 迷你劇集／電視電影女配角獎 | 《舊情照相館》 | 沈曉薇 | 入圍 |
| 2014年 | 第49屆金鐘獎 | 戲劇節目女配角獎           | 《熱海戀歌》   | 梁鳳君 | 入圍 |